# Førstehjælp ved hjertestop
Førstehjælp ved hjertestop er en dansk oplysningsfilm fra 1982 instrueret af Bent Christensen efter eget manuskript.

## Handling
Instruktion i førstehjælp ved hjertestop og hjerteanfald.